# Чесний кандидат
«Чесний кандидат» (англ. Irresistible, букв. «Непереборний») — американська політична комедія 2020 року, знята режисером Джоном Стюартом за власним сценарієм. Головні ролі зіграли: Стів Карелл, Кріс Купер, Маккензі Девіс, Тофер Грейс, Наташа Лайонн і Роуз Бірн. У фільмі розповідається про політтехнолога Демократичної партії, який намагається допомогти кандидату виграти місцеві вибори в невеликому містечку, більшість жителів якого є прихильниками правих. Кінотеатральний прокат спочатку був запланований на травень 2020 року, але відкладений через пандемію COVID-19; зрештою фільм випущений 26 червня 2020 року як преміум-відео на вимогу та в обмежений прокат компанією Focus Features. Він отримав неоднозначні відгуки критиків, які назвали його «м'якою політичною сатирою».

## Зміст
Фільм розповідає про Гарі Зіммера, ветерана політичних кампаній, який, занурений у відчай після президентських виборів 2016 року, вирішує переконати колишнього полковника морської піхоти Джека Гастінгса балотуватися на посаду мера в містечку Дірлакен, Вісконсин. Гарі відчуває культурний шок, прибувши до Дірлакена, але колишній військовий вирішує балотуватися.
Проте, кампанія натрапила на труднощі, включаючи відсутність Wi-Fi, ксенофобію, соціальний консерватизм і втручання з боку політичних опонентів. Коли здається, що перемога недосяжна, виявляється, що вибори були підтасовані, і Гері змушений зіткнутися зі своєю власною моральністю і власними почуттями до Діани, доньки Гастінгса.

## Акторський склад
- Стів Карелл — Гарі Зіммер
- Роуз Бірн — Фейт Брюстер
- Кріс Купер — полковник морської піхоти Джек Гастінгс
- Маккензі Девіс — Діана Гастінгс
- Тофер Грейс — Курт Фарландер
- Наташа Лайонн — Тіна де Тессант
- Вілл Сассо — Нік Фарлендер
- Сі Джей Вілсон — Ловелл
- Брент Секстон — мер Браун
- Алан Айзенберг — Еван
- Дебра Мессінг — Бабс Гарнетт
- Крістіан Адам — Майкл
- Вілл Маклафлін — капітан Ортіс
- Джейсон Вендрайс — розробник сайту
- Вільям Сміт — Гофбрау Бар Флай[6]
- Кенді Кроулі — телеведуча, в ролі самої себе
- Тревор Поттер — юрист, в ролі самого себе
- Джо Скарборо — телеведучий, в ролі самого себе
- Міка Бжезінскі — телеведуча, в ролі самої себе

## Виробництво
У жовтні 2018 року було оголошено, що комік Джон Стюарт планує свою наступну режисерську роботу, а Стів Карелл веде переговори про головну роль. У березні 2019 року переговори про участь у фільмі розпочала Роуз Бірн. Того ж місяця до акторського складу фільму приєднався Кріс Купер, а компанія Focus Features придбала права на розповсюдження. У квітні 2019 року до акторського складу фільму приєдналися Маккензі Девіс, Тофер Грейс і Дебра Мессінг, у травні — Вілл Сассо, Сі Джей Вілсон, Наташа Лайонн і Алан Айзенберг, у червні — Брент Секстон.
Виробництво почалося у квітні 2019 року в Атланті, штат Джорджія. Основні зйомки проходили переважно в Рокмарті, Джорджія.

## Випуск
Фільм випущений у США 26 червня 2020 року в цифровому вигляді як преміум-відео на вимогу, а також у деяких кінотеатрах. Спочатку широкий кінопрокат був запланований на 29 травня 2020 року, але скасований через закриття кінотеатрів, яке почалося в середині березня внаслідок обмежень, пов'язаних із пандемією COVID-19.
«Чесний кандидат» заробив приблизно $100 тис. у 238 кінотеатрах у прем'єрний вихідний у США. На прем'єрі у Франції 1 липня 2020 року він зібрав близько $53 тис. у 117 кінотеатрах.

## Сприйняття
Критики визнали картину концептуально цікавою, але розкритикували  виконання фільму, описуючи його як поверхове та передбачуване.  У той час як одні оцінили його політичну сатиру, інші вважали, що йому бракує глибини та не вдається повністю залучити аудиторію.

## Продажі VOD
Фільм вийшов на Premium Video on Demand (VOD) 26 червня 2020 року. У свій дебютний уїк-енд він став найбільшим прокатом фільму в iTunes  Магазин і посів четверте місце на FandangoNow.

## Відгуки критиків
На сайті агрегатора рецензій Rotten Tomatoes рейтинг схвалення фільму становить 40 % на основі 234 рецензій із середньою оцінкою 5,1/10. На Metacritic фільм отримав середньозважену оцінку 47 зі 100 на основі 49 критиків, що вказує на «змішані або середні відгуки».